# Basketball-Bundesliga
Die Basketball-Bundesliga (BBL), offizielle Sponsorenbezeichnung seit 2016 easyCredit Basketball Bundesliga (easyCredit BBL), ist die höchste Spielklasse im deutschen Basketball der Männer. Sie wurde im November 1964 auf Beschluss des Deutschen Basketball Bundes (DBB) gegründet und zur Saison 1966/67 eingeführt. Bereits 1939 und zwischen 1947 und 1966 wurde eine Deutsche Basketballmeisterschaft der Herren ausgespielt.
In der Bundesliga wird zunächst eine Hauptrunde im Ligasystem, bei dem jeder der 18 Vereine in Hin- und Rückspielen gegen jeden anderen Verein antritt, ausgespielt. Anschließend spielen die acht besten Vereine in Play-offs den deutschen Basketballmeister aus. Die beiden letzten Mannschaften steigen in die ProA ab, die seit 2007 die zweithöchste Spielklasse unterhalb der Bundesliga bildet.
Der Rekordmeister mit 14 Titeln sind die Bayer Giants Leverkusen, die vor allem die 1970er- und 1990er-Jahre dominierten.

## Geschichte

### Vorgeschichte und Gründung (1939–1966)
Eine Deutsche Basketballmeisterschaft wurde erstmals 1939 in einem zweitägigen Turnier zwischen den vier besten der 19 Gaumeistern in Hamburg ausgespielt. Erster Deutscher Basketballmeister wurde der Luftwaffen-Sportverein Spandau. Während des Zweiten Weltkriegs ruhte der Basketballbetrieb jedoch weitestgehend und wurde erst 1947 wieder aufgenommen, als Wolfgang Kraft die Arbeitsgemeinschaft „Deutscher Zentralausschuss für Basketball“ gründete. Noch im selben Jahr wurde im besetzte Nachkriegsdeutschland mit Unterstützung der amerikanischen Streitkräfte der erste Nachkriegsmeister, der MTSV Schwabing, gekürt. Gleichzeitig wurde der Vorläufer des Deutschen Basketball Bundes (DBB), die „Gesellschaft zur Förderung des Basketballsports“ gegründet, die an Stelle der Arbeitsgemeinschaft trat. Die höchste Spielklasse war die viergeteilte Oberliga (aufgeteilt in die Staffeln Nord, West, Südwest, und Süd), deren Meister in einer Finalrunde um die Deutsche Meisterschaft spielten. Der Spielbetrieb war durch die eingeschränkte Reisefreiheit und Personalsorgen schwer gestört: Offiziell durfte man die Grenzen der Besatzungszonen nicht ohne Passierschein überqueren und viele Mannschaften waren auf ausländische, bspw. lettische und litauische, Spieler angewiesen, die sukzessive in ihre Heimat zurückkehrten. Die ersten Meisterschaften waren geprägt von der Dominanz süddeutscher Teams: Nahezu alle Meister zwischen 1947 und 1962 stammten aus Heidelberg, München oder Stuttgart. So wurde der USC Heidelberg mit sechs in Folge gewonnenen Meisterschaften der erste Serienmeister des deutschen Basketballs. Nur dem ATV Düsseldorf gelang es 1956 mit einem Finalsieg gegen den USC Heidelberg, diese frühe süddeutsche Dominanz zu brechen.
Den Anstoß für einen professionalisierten Wettbewerb gab der Vorsitzende der Spruchkammer des DBB, Günter Hüffmann, mit einem Dringlichkeitsantrag auf dem DBB-Bundestag am 23. Mai 1964. Auch der damalige DBB-Präsident Hans-Joachim Höfig plädierte für eine Ligenreform in Form einer Bundesliga. Beim folgenden außerordentlichen Bundestag im November 1964 wurde ein Beginn der Bundesliga bereits zur Saison 1965/66 jedoch abgelehnt (34 Ja-Stimmen zu 75-Nein-Stimmen bei 19 Enthaltungen), da die finanziellen und organisatorischen Rahmenbedingungen für viele Vereine als zu unsicher galten. Grundsätzlich einigte man sich auf die Gründung einer zweigeteilten Bundesliga (113 Ja-Stimmen bei 15 Enthaltungen): In der Staffel Nord sollten zehn Vereine aus den Oberligen Nord und West, in der Staffel Süd zehn Vereine aus den Oberligen Südwest und Süd spielen. Jedem Oberligabereich wurden dabei fünf Startplätze in der Bundesliga zugesprochen. Auf dem Bundestag im Juni 1965 wurde schließlich festgelegt, dass die Reihenfolge der Platzierung in den abgelaufenen Oberligaspielzeiten für die Qualifikation der Bundesliga maßgeblich seien.
| Saison    | Meister                  |
| --------- | ------------------------ |
| 1966/67   | MTV 1846 Gießen          |
| 1967/68   | MTV 1846 Gießen          |
| 1968/69   | VfL Osnabrück            |
| 1969/70   | TuS 04 Leverkusen        |
| 1970/71   | TuS 04 Leverkusen        |
| 1971/72   | TuS 04 Leverkusen        |
| 1972/73   | USC Heidelberg           |
| 1973/74   | SSV Hagen                |
| 1974/75   | MTV 1846 Gießen          |
| 1975/76   | TuS 04 Leverkusen        |
| 1976/77   | USC Heidelberg           |
| 1977/78   | MTV 1846 Gießen          |
| 1978/79   | TuS 04 Leverkusen        |
| 1979/80   | SSC Göttingen            |
| 1980/81   | BSC Saturn Köln          |
| 1981/82   | BSC Saturn Köln          |
| 1982/83   | ASC 1846 Göttingen       |
| 1983/84   | ASC 1846 Göttingen       |
| 1984/85   | TSV Bayer 04 Leverkusen  |
| 1985/86   | TSV Bayer 04 Leverkusen  |
| 1986/87   | BSC Saturn Köln          |
| 1987/88   | BSC Saturn Köln          |
| 1988/89   | Steiner Bayreuth         |
| 1989/90   | TSV Bayer 04 Leverkusen  |
| 1990/91   | TSV Bayer 04 Leverkusen  |
| 1991/92   | TSV Bayer 04 Leverkusen  |
| 1992/93   | TSV Bayer 04 Leverkusen  |
| 1993/94   | TSV Bayer 04 Leverkusen  |
| 1994/95   | TSV Bayer 04 Leverkusen  |
| 1995/96   | TSV Bayer 04 Leverkusen  |
| 1996/97   | Alba Berlin              |
| 1997/98   | Alba Berlin              |
| 1998/99   | Alba Berlin              |
| 1999/2000 | Alba Berlin              |
| 2000/01   | Alba Berlin              |
| 2001/02   | Alba Berlin              |
| 2002/03   | Alba Berlin              |
| 2003/04   | Opel Skyliners Frankfurt |
| 2004/05   | GHP Bamberg              |
| 2005/06   | RheinEnergie Köln        |
| 2006/07   | Brose Baskets            |
| 2007/08   | Alba Berlin              |
| 2008/09   | EWE Baskets Oldenburg    |
| 2009/10   | Brose Baskets            |
| 2010/11   | Brose Baskets            |
| 2011/12   | Brose Baskets            |
| 2012/13   | Brose Baskets            |
| 2013/14   | FC Bayern München        |
| 2014/15   | Brose Baskets            |
| 2015/16   | Brose Baskets            |
| 2016/17   | Brose Bamberg            |
| 2017/18   | FC Bayern München        |
| 2018/19   | FC Bayern München        |
| 2019/20   | Alba Berlin              |
| 2020/21   | Alba Berlin              |
| 2021/22   | Alba Berlin              |
| 2022/23   | Ratiopharm Ulm           |
| 2023/24   | FC Bayern München        |
| 2024/25   | FC Bayern München        |

### Die ersten Jahre (1966–1975)
Die Premierensaison 1966/67 begann am 1. Oktober 1966, drei Jahre nach Gründung der deutschen Fußball-Bundesliga. In der Saison 1966/67 wurde darüber hinaus ein Pokalwettbewerb des DBB etabliert. Im ersten Endspiel der Basketball-Bundesliga konnte sich der MTV 1846 Gießen, unter Leitung des Ungarn Laszlo Lakfalvi, gegen den VfL Osnabrück mit 85:73 durchsetzen und wurde somit zum ersten BBL-Meister. Die neugegründete Liga wurde in der Folge von Vereinen, Spielern und Zuschauern gut aufgenommen: Im Finale der Saison 1967/68 zwischen dem MTV Gießen und dem VfL Osnabrück, eine Neuauflage des Vorjahresfinales, sahen 2.000 Zuschauer, wie Gießen seinen Meistertitel verteidigen konnte (79:69). Die dominierenden Spieler des Gießener Teams waren Holger Geschwindner, Klaus Jungnickel und Bernd Röder. Die Einführung einer eingleisigen Bundesliga wurde auf dem DBB-Bundestag 1968 mit großer Mehrheit abgelehnt.
In der Folgesaison kam es insbesondere in der Südstaffel zu zahlreichen Personalausfällen, weswegen der Heidelberger Trainer Hannes Neumann sogar zeitweise als Spielertrainer agieren musste. Zum dritten Mal in Folge standen sich im Finale Gießen und Osnabrück gegenüber. Osnabrück verwehrte den Hessen jedoch die dritte Meisterschaft in Folge (76:69) und gewann als zweiter Verein der BBL-Geschichte die deutsche Meisterschaft. Gleichzeitig stellte diese Saison auch eine Wende dar, da mit dem TuS 04 Leverkusen ein Verein in die Bundesliga aufstieg, der zum erfolgreichsten Verein der deutschen Basketballgeschichte werden sollte. Bereits in der Premierensaison gelang den Rheinländern Platz zwei der Nord-Tabelle. Erst die Gießener konnten sie im Halbfinale stoppen. Doch bereits in der Saison 1969/70 gelang es dem Team unter Leitung von Günter Hagedorn sowie mit den neuverpflichteten Nationalspielern Jochen Pollex und Norbert Thimm, die Gießener im Finale zu schlagen (76:73) und die erste Meisterschaft zu feiern. Dies gelang innerhalb einer perfekten Saison, also ohne eine einzige Niederlage. Mit dem Gewinn des Pokals im gleichen Jahr wurde auch das erste Double der deutschen Basketballgeschichte gewonnen. Auch in den beiden folgenden Saison konnten die „Riesen vom Rhein“ die Meisterschaft für sich gewinnen, 1971 erneut zusammen mit dem Pokal; 1972 hat der DBB den Leverkusenern auf Grund ihrer Dominanz verboten, im Pokal mitzuspielen. Im Gegensatz zu dieser Erfolgsgeschichte stehen Vereine, die sich wegen finanzieller und organisatorischer Schwierigkeiten in der Frühphase der Liga vom Spielbetrieb zurückziehen mussten (ATV Düsseldorf 1970; PSV Grünweiß Frankfurt 1971). Die Saison 1972/73 sollte wieder ausgeglichener sein: Die Leverkusener, geschwächt durch die Weggänge ihrer Leistungsträger Pollex (SSV Hagen) und Thimm (Real Madrid), schieden bereits im Halbfinale gegen den späteren Meister USC Heidelberg aus. Dieser gewann die Finalserie gegen den MTV Gießen nur äußerst knapp. Das Hinspiel ging noch Unentschieden 70:70 aus, und auch das Rückspiel musste in die Verlängerung gehen, bis Heidelberg schließlich mit 71:70 triumphierte.
1974 beschloss der Bundestag in Köln mit nur drei Gegenstimmen die Einführung der eingleisigen Bundesliga. Gleichzeitig sollte die zweigeteilte 2. Bundesliga mit je zehn Mannschaften ab der Saison 1975/76 als professioneller Unterbau dienen. Tatsächlich wurde die eingleisige Bundesliga bereits auf einem ordentlichen Bundestag 1969 mit großer Mehrheit angenommen, eine neu eingeführte Regionalliga sollte als Zwischenliga eingeführt werden. Der Hessische Basketball-Verband stellte jedoch auf dem Bundestag 1970 einen Dringlichkeitsantrag, wodurch die zweigeteilte Bundesliga erhalten blieb und die Oberliga weiter die zweithöchste Spielklasse darstellte. Im Mai 1971 wurde daraufhin die Regionalliga eingeführt, die Oberliga war von nun an nur noch dritte Liga.
Ein Antrag auf Zulassung von Trikotwerbung, wie sie seit 1973 in der Fußball-Bundesliga erlaubt und seit 1968 in der BBL explizit verboten war, wurde 1974 stattgegeben, aber bereits 1975 wurde Werbung erneut verboten. In der Saison 1973/74 gab es gleich zwei Premieren: Zum einen feierte der SSV Hagen seine erste Meisterschaft, zum anderen gab es in Heidelberg mit dem Rausschmiss des Meistertrainers Dick Stewart die erste Trainerentlassung der BBL. Die letzte Saison der zweigeteilten Bundesliga gewann erneut der MTV Gießen.

### Professionalisierung (1975–1989)
1975 starteten die eingleisige 1. Bundesliga und die zweigeteilte 2. Bundesliga. Im gleichen Jahr unterschrieb der DBB einen Vertrag mit der Europäischen Profi-Basketball-Liga. Deutschland stellte mit den Munich Eagles ein Team in diesem Wettbewerb, der nach nur einer Saison eingestellt wurde.
Die Bundesliga erfreute sich immer noch hoher Beliebtheit: Insgesamt über 100.000 Zuschauer besuchten die 90 Partien der Saison 1975/76, die Spiele des 1. FC Bamberg besuchten im Schnitt über 2.000 Fans pro Spiel, und knapp 2.500 Leute wohnten dem letzten Saisonspiel Leverkusens gegen den ASV Köln bei. In den folgenden Jahren konnte sich kein Verein eine Dominanz erspielen. So gewannen mit dem USC Heidelberg (1977), dem MTV Gießen (1978), Leverkusen (1979) und dem SSC Göttingen (1980) vier verschiedene Vereine in vier Jahren die Meisterschaft. 1980 stieg mit dem USC Heidelberg erstmals ein Bundesliga-Meister aus der BBL ab.
Dies war ein Indiz für einen Generationenwechsel in der Liga. Dominierende Spieler wie Pollex, Thimm oder Gießens Hans Georg Heß beendeten ihre Karrieren und ebneten den Weg für neue Spieler und Vereine. 1981 und 1982 konnte der BSC Saturn Köln die Konkurrenz ausstechen und das Meisterschild einfahren. In der Folgesaison peilten die Kölner die dritte Meisterschaft in Folge an: Gesponsert durch den Unternehmer Friedrich Wilhelm Waffenschmidt wurde ein Rekordetat von 500.000 DM aufgeboten, sieben deutsche Nationalspieler befanden sich im Kader. Trotzdem gelang es dem ASC Göttingen, in der Finalrunde zu bestehen und die zweite Meisterschaft zu feiern. 1984 kam es direkt zu einer Wiederholung des Endspiels. Erneut gingen die Niedersachsen als Sieger aus der Halle. Bis zum Ende des Jahrzehnts waren die Meisterschaften vom Dreikampf zwischen Leverkusen, Köln und Bayreuth geprägt. Zunächst konnte Leverkusen, das mittlerweile von der Bayer AG gesponsert wurde, an alte Erfolg anknüpfen und sich die Meisterschaften 1985 und 1986 sichern. Im Anschluss ging der Titel in den Jahren 1987 und 1988 nach Köln, bis schließlich die BG Bayreuth 1989 zum ersten Mal Meister wurde und das erste Mal seit 1977 die Meisterschaft nach Süddeutschland holte.
Ende der 1980er konnten deutsche Bundesligisten auch erste Erfolge im Europapokal verzeichnen: Köln belegte im FIBA Europapokal der Landesmeister 1988 den sechsten Platz, Leverkusen erreichte im selben Jahr das Halbfinale des FIBA Europapokals der Pokalsieger.

### Leverkusener und Berliner Dominanz (1989–2003)
Die erste Hälfte der 90er-Jahre wurde vom TSV Bayer 04 Leverkusen (ab 2002 Bayer Giants Leverkusen), den „Riesen vom Rhein“, unter Trainer Dirk Bauermann bestimmt: zwischen 1990 und 1996 holte der Verein sieben deutsche Meisterschaften am Stück (so viele wie kein Verein zuvor) und war viermal im Pokal erfolgreich. Zwei der Meisterschaften (1992 und 1994) gelangen ohne eine einzige Niederlage während der Play-offs. Damit ist Leverkusen mit drei Play-off-Sweeps (dem ersten 1970), insgesamt 14 Meisterschaften und 10 Pokalsiegen das erfolgreichste deutsche Basketballteam. Am 13. Spieltag der Saison 1996/97 erzielte Mike Jackel von TTL Bamberg seinen 10.000 Punkt. Bis heute führt er die Scorerliste der BBL mit 10.783 Punkten an.
Nach der Wiedervereinigung 1990 galt es außerdem, die Vereine aus der ehemaligen DDR-Oberliga in den gesamtdeutschen Spielbetrieb zu integrieren. Ähnlich wie bei den Vereinen der ehemaligen Fußball- und Handball-Oberligen stand zunächst die Idee im Raum, die besten Vereine des Deutschen Basketball-Verbands in die Bundesliga einzugliedern. Diese Idee wurde jedoch verworfen, nachdem der Zwischenrundenzweite HSG TU Magdeburg deutlich gegen den Bundesligavorletzten der Spielzeit 1989/90, TV Langen, verlor. Magdeburg und die BSG AdW Berlin (als Spielgemeinschaft mit der Berliner Turnerschaft) wurden dementsprechend 1991/92 in die 2. Basketball-Bundesliga eingegliedert, die restlichen DDR-Oberligisten in die jeweiligen Regionalligen.
Auf die nationale Dominanz der Leverkusener folgte nahtlos der Aufstieg eines anderen Vereins: Alba Berlin. Der Verein, der bereits seit 1981 der Liga als DTV Charlottenburg bzw. BG Charlottenburg angehörte und seit 1991 den Namen des Hauptsponsors Alba Group im Vereinsnamen trägt, zählte bereits in den Vorjahren zur nationalen Spitze (Vizemeisterschaften 1985, 1991, 1992, 1995 und 1996) und spielte seit 1990 im Korać-Cup. 1995 gelang es dem Verein, diesen Wettbewerb als erster deutscher Verein zu gewinnen, was auch den ersten Europapokalsieg einer deutschen Mannschaft darstellte. Das Bosman-Urteil wirkte sich ab der Spielzeit 1996/97 deutlich auf die Bundesliga aus. Deutsche Nationalspieler wie Christian Welp und Michael Koch verließen die Liga, um im EU-Ausland zu spielen. 13 der 14 Bundesligisten hatten beim Saisonbeginn im September 1996 insgesamt 20 EU-Ausländer in ihren Aufgeboten. Die Haushalte der Bundesligisten waren auf einen Höchstwert von insgesamt 30,5 Millionen D-Mark angewachsen.
Es war Berlin, das 1997 die Dominanz Leverkusens mit einem Doublegewinn brach. Bis 2003 gewannen die Albatrosse jede deutsche Meisterschaft und stellten somit den Leverkusener Rekord von sieben aufeinanderfolgenden Meisterschaften ein. Gleichzeitig gewann man noch weitere drei Mal (1999, 2002 und 2003) den deutschen Pokal.

### Der Süden dominiert (2003–2018)
Die Siegessträhne der Berliner endete jäh in der Saison 2003/04, als man im Halbfinale der Play-offs gegen GHP Bamberg ausschied. Die Bamberger wiederum unterlagen den Skyliners Frankfurt in einer spannenden Finalserie: In den ersten vier Spielen konnte kein Verein seine Heimspiele gewinnen, bis die Frankfurter schließlich das fünfte Spiel in eigener Halle für sich entscheiden konnten. In derselben Spielzeit konnte der Mitteldeutsche Basketball Club den FIBA Europe Cup Men für sich entscheiden, was den zweiten europäischen Titelgewinn einer deutschen Mannschaft darstellte. In der nachfolgenden Saison kam es im BBL-Finale zu einer Wiederholung der Zusammensetzung. Diesmal konnten beide Teams alle ihre Heimspiele gewinnen – Bamberg gewann die erste Meisterschaft der Vereinsgeschichte. In den folgenden vier Jahren ging die Meisterschaft an vier verschiedene Teams: RheinEnergie Köln (2006), Bamberg (2007), Alba Berlin (2008) und EWE Baskets Oldenburg (2009). Im Anschluss daran stieg Bamberg zur absoluten nationalen Spitze auf: zwischen 2010 und 2017 gewann man sieben Meisterschaften, davon vier Mal das Double (2010, 2011, 2012, 2017). Im selben Zeitraum konnten zwei weitere deutsche Teams (unterklassige) europäische Wettbewerbe für sich gewinnen: Die BG Göttingen gewann die EuroChallenge (2010) und die Fraport Skyliners den FIBA Europe Cup (2016).
Die Meisterschaftsserie Bambergs konnte nur vom FC Bayern München, Gründungsmitglied der Liga und seit 2011 erneut Bundesligist, unterbrochen werden. 2014 gewann die Mannschaft nach 1954 und 1955 die dritte Meisterschaft der Vereinsgeschichte. Auch 2018 und 2019 konnten die Bayern die Meisterschaft für sich entscheiden. Kommentatoren sahen durch die sportliche und finanzielle Dominanz der Bayern bereits das „Dämmern einer neuen Ära“ und eine aufkommende Dominanz in der Liga. In der Saison 2018/19 sorgte der Aufsteiger SC Rasta Vechta für eine besondere Überraschung, als er sich das Heimrecht in den Play-offs sicherte und erst im Halbfinale an München scheiterte. Auf europäischer Ebene konnten Alba Berlin (EuroCup), Brose Bamberg (Champions League) und s.Oliver Würzburg (FIBA Europe Cup) jeweils das Finale bzw. Finalturnier ihres Wettbewerbs erreichen, ein Titel wurde jedoch nicht gewonnen.
Nach dem Ende der Spielzeit, in der die Eisbären Bremerhaven und Science City Jena abstiegen, wurde den sportlich aufgestiegenen Nürnberg Falcons die Lizenz verweigert. Auch ein Einspruch des Vereins vor dem BBL-Schiedsgericht blieb erfolglos, weswegen die Saison 2019/20 zum ersten Mal mit nur 17 Mannschaften ausgetragen wurde.
In der Zeit seit Anfang des 21. Jahrhunderts stieg das Zuschauerinteresse an der Bundesliga. Verzeichnete man in der Saison 2004/05 noch knapp 3400 Zuschauer pro Spiel, waren es 2016/17 über 4500. Auch die Finanzkraft der Vereine stieg zwischen 2005 und 2015 um 187 Prozent auf 97 Millionen Euro an. Im Gegensatz dazu häufte sich die Anzahl der Vereine, die wegen finanzieller Probleme aus der Liga zwangsabsteigen mussten. Sowohl Traditionsvereine wie Brandt Hagen (2004), der deutsche Rekordmeister Bayer Giants Leverkusen (2008), das letzte verbliebene BBL-Gründungsmitglied Gießen 46ers (2013), die Artland Dragons (2015) oder Phoenix Hagen (2017) als auch „neuere“ Mannschaften wie der Mitteldeutsche BC (2004), die Giants Nördlingen oder die Köln 99ers (beide 2009) waren hiervon betroffen.

### Corona-Pandemie und Berlins neue Dominanz (seit 2019)
Im März 2020 musste die laufende Saison wegen der COVID-19-Pandemie in Deutschland unterbrochen werden. Zum Zeitpunkt des Abbruchs stand Bayern München mit lediglich zwei Niederlagen an der Tabellenspitze. Im April wurde entschieden, dass die Saison in einem Abschlussturnier beendet werden sollte. An dem im Audi Dome in München unter Ausschluss von Zuschauern ausgetragenen Turnier nahmen zehn Mannschaften teil. Nachdem der amtierende Meister München bereits im Viertelfinale ausgeschieden war, konnte Alba Berlin im Finale gegen die MHP Riesen Ludwigsburg den neunten Meistertitel der Vereinsgeschichte erringen. Auch die Folgesaison startete im Schatten der andauernden Coronakrise: Der reguläre Saisonstart wurde auf November 2020 verlegt und die Austragung des BBL-Pokals vor den Ligastart gelegt. In der Meisterschaft glückte Alba Berlin die erste Titelverteidigung seit fast zwei Jahrzehnten. In der Spielzeit 2021/2022 knüpften die Hauptstädter daran an, gewannen sowohl die Meisterschaft als auch den Pokal.
Im Finale der Saison 2022/23 standen sich mit dem Hauptrundenersten und Basketball-Champions-League-Sieger 2023, Telekom Baskets Bonn, und dem Hauptrundensiebten Ratiopharm Ulm zwei Mannschaften gegenüber, die noch nie die Meisterschaft gewinnen konnten. Ulm, das in den Play-offs bereits Berlin und den Pokalsieger München schlagen konnte, gewann in vier Spielen und sicherte sich somit den ersten Meistertitel der Vereinsgeschichte. Gleichzeitig war es die erste Meisterschaft seit 2009, die nicht von Bamberg, München oder Berlin gewonnen wurde.

## Modus und Ausrichtung

### Spielmodus
Eine Bundesliga-Saison beginnt am 1. Juli und endet am 30. Juni, wobei der Spielbetrieb meist von Ende September bis Anfang Juni läuft. Eine Saison ist in mehrere Teilwettbewerbe gegliedert: Während der Hauptrunde spielen die 17 Bundesligisten in einer Hin- und Rückrunde gegeneinander. Die sechs bestplatzierten Ligateilnehmer der Hauptrunde (bei Punktgleichheit zählt zuerst der direkte Vergleich, dann das Gesamt-Korbverhältnis) qualifizieren sich für einen Play-off-Abschnitt. Die Plätze sieben bis zehn ziehen in das Play-In Tournament ein, bei dem um die zwei verbleibenden Play-off-Plätze gespielt wird. Die Play-offs werden im Best-of-Five-Modus ausgetragen, das besserplatzierte Team der Hauptrunde erhält im ersten, dritten und (eventuell stattfindenden) fünften Spiel das Heimrecht. Die Sieger der ersten und zweiten Play-off-Runde ziehen schließlich in die Finalrunde. Das Team, das dort als erstes drei Siege einfährt, wird Deutscher Meister und ist Erstplatzierter der Saison, während das unterlegene Team Vizemeister und Zweiter ist. Die beiden letztplatzierten Mannschaften der Hauptrunde stehen als sportliche Absteiger in die ProA fest, während der Meister und der Vizemeister der ProA in die BBL aufsteigen dürfen.
Der Spielmodus unterlag immer wieder teils drastischen Änderungen. In der Premierensaison 1966/67 spielten je 10 Mannschaften aufgeteilt in zwei Divisionen Nord und Süd erst im Ligasystem, an das sich die Play-offs (Halbfinale Best-of-Three, Finale als Einzelspiel) der jeweils zwei besten Vereine anschlossen. Die zwei schlechtestplatzierten Vereine jeder Gruppe stiegen in die Regionalliga (damals zweithöchste Liga) ab. So wurde bis zur Saison 1969/70 gespielt. Die Saison 1970/71 stellte einen starken Bruch dar, da im Zuge einer Ligaverkleinerung die vier letztplatzierten Vereine automatisch abstiegen. Gleichzeitig wurde eine Zwischenrunde (in zwei Gruppen) für die vier bestplatzierten Vereine jeder Gruppe geschaffen, die Sieger der Zwischenrunde spielten daraufhin im Modus Best-of-Three die deutsche Meisterschaft aus. Ab der Saison 1971/72 spielten nur noch je 8 Mannschaften in den zwei Gruppen. Erneut stiegen die je zwei schlechtestplatzierten Mannschaften ab, die vier bestplatzierten Vereine traten in der Zwischenrunde an. Die beiden bestplatzierten Vereine jeder Gruppe der Zwischenrunde spielten anschließend Halbfinale und Finale der Meisterschaft aus. In der Saison 1973/74 wurde der Abstiegsmodus geändert, die vier schlechtestplatzierten Vereine jeder Gruppe traten nun in einer Relegationsrunde um den Klassenerhalt an.
Die nächste große Reform stellte die Einführung der eingleisigen Bundesliga 1975/76 dar, die für die nächsten 15 Jahre Bestand hatte. Zunächst bestand die Liga aus 10 Vereinen, die beiden Letztplatzierten stiegen automatisch in die neue 2. Basketball-Bundesliga ab, der Erstplatzierte der Liga wurde Meister. Ab der Folgesaison gab es wieder Relegationsrunden, an denen im ersten Jahr der Einführung neben den vier schlechtestplatzierten Bundesligisten auch die bestplatzierten Zweitligisten jeder Gruppe teilnahmen, und Finalrunden um die deutsche Meisterschaft. In den Finalrunden spielten die sechs besten Vereine der Hauptrunde erneut im Ligabetrieb um die deutsche Meisterschaft. Während zunächst die bestplatzierte Mannschaft der Zwischenrunde Meister wurde, wurde 1982/83 ein Finalspiel zwischen Erst- und Zweitplatzierten eingeführt. Zur Saison 1983/84 führte man eine geographisch geteilte Zwischenrunde ein, deren jeweils zwei beste Teams in zwei Play-off-Runden gegeneinander antraten. 1985/86 stockte man die Liga auf 12 Mannschaften auf und führte eine Play-off-Serie der acht bestplatzierten Teams ein.
Im Jahr 1990 kehrte man zur zweigeteilten Bundesliga in den Gruppen Nord und Süd zurück, mit je sechs Mannschaften. Die besten vier Vereine jeder Gruppe spielten in Play-offs um die Deutsche Meisterschaft, die schlechtesten je zwei in Play-downs um den Abstieg. In der Spielzeit 1995/96 wurde die Liga erneut eingleisig, auf 14 Vereine aufgestockt wurde. 1998 wurde der Play-off-Modus geändert: nun spielten die zwölf Bestplatzierten gegeneinander, wobei die vier besten Vereine der Hauptrunde automatisch für die zweite Runde gesetzt waren. 1999 kehrte man zum vorherigen Modus zurück. Ab der Spielzeit 2003/04 nahmen 16 Teams am Spielbetrieb in der Basketball-Bundesliga teil. Die Erhöhung wurde mit einer Wildcard-Regelung durchgeführt, bei der die beiden besten Zweitligisten regulär aufstiegen, jedoch kein Verein in die zweiten Bundesligen absteigen musste. Außerdem wurde die Relegationsrunde abgeschafft, die zwei schlechtesten Vereine der Hauptrunde stiegen nun automatisch ab. Zur Saison 2006/07 wurde auf 18 Mannschaften erhöht; erneut gab es die Wildcard-Regelung. Gleichzeitig wurde die 2. Bundesliga reformiert, die ProA und ProB bildeten nun den Unterbau der ersten Liga.
Auch das zur Ermittlung der Tabelle bei den Ligaspielen verwendete Punktesystem wurde immer wieder geändert. In den Anfangsjahren gab ein Sieg 2:0 Punkte, eine Niederlage 0:2 und ein Unentschieden 1:1. Eine Verlängerung wurde erst 1975 zusammen mit der eingleisigen Bundesliga eingeführt. Diese Regelung blieb lange Zeit stabil bis zur Saison 2009/10: Dem bisher leer ausgehenden Verlierer wurde ein Punkt gutgeschrieben, der gewinnenden Mannschaft weiter zwei Punkte. Diese Regelung wurde jedoch wegen starker Kritik ab der Spielzeit 2011/12 aufgehoben.

## Regeln und Schiedsrichter
Spiele in der BBL werden nach den offiziellen FIBA-Regeln ausgetragen und Regeländerungen in das Regelwerk mit aufgenommen. So wurde beispielsweise 1984/85 auch die Dreipunktelinie eingeführt. Zur Saison 2014/15 führte man den Videobeweis, das Instant Replay System (IRS), ein, mit Hilfe dessen Schiedsrichter strittige Szenen auf Bildschirmen direkt überprüfen können.
Ein Spiel in der BBL wird von drei Schiedsrichtern und einem Kommissar geleitet. Für die Leitung eines Bundesligaspiels benötigt ein Schiedsrichter eine Schiedsrichterlizenz der Stufe A und muss in den A-Kader berufen worden sein. Die öffentliche Bekanntgabe, welches Schiedsrichter-Trio ein Spiel pfeift, erfolgt erst kurz vor Spielbeginn, um Einflussnahme seitens der Vereine zu verhindern. Im Gegensatz zu Fußballschiedsrichtern sind bis auf Robert Lottermoser alle BBL-Schiedsrichter Amateure, die nur eine Aufwandsentschädigung für das Pfeifen der Spiele erhalten. Bisher gab es insgesamt vier weibliche Schiedsrichter in der BBL: Silvia Otto (1974–1982), Petra Kremer (2006–2011), Anne Panther (erstmals 2009, regulär seit 2011) sowie Danjana Rey (seit 2018). Die Leistung der Schiedsrichter während der Spiele wird von 10 Schiedsrichtercoaches bewertet. Diese gehen nach den Spielen mit den Schiedsrichtern das Spiel durch und diskutieren mit ihnen die Arbeit im Team und die Einzelleistungen der Schiedsrichter.

### Zulassungsvoraussetzungen
Für die Erteilung einer Lizenz, die zur Teilnahme an der Basketball-Bundesliga berechtigt, müssen sportliche, wirtschaftliche und strukturelle Voraussetzungen getroffen werden. Die wichtigsten lauten (Stand: Saison 2017/18):
- Sportliche Qualifikation über die ProA
- Etat von mindestens 2 Mio. Euro (für Aufsteiger einmalig 1,6 Mio. Euro)
- Spielstätte mit einer Kapazität von mindestens 3.000 Plätzen
- Nachwuchsprogramm gemäß der Nachwuchsförderrichtlinie der BBL (beispielsweise Teilnahme an Nachwuchs-Basketball-Bundesliga und Jugend-Basketball-Bundesliga)

Im Laufe der Jahre wurden die Anforderungen an die Vereine sukzessive erhöht. So galt vor der Saison 2017/18 ein Mindestetat von 1 Mio. Euro, ab der Saison 2019/20 müssen alle Vereine, auch Aufsteiger, einen Etat von mindestens 3 Mio. Euro aufweisen.

## Ausrichter und Namenssponsoring
| Zeitraum  | Namensbezeichnung                |
| --------- | -------------------------------- |
| 1966–1992 | Basketball-Bundesliga            |
| 1992–1997 | Veltins Basketball-Bundesliga    |
| 1997–2000 | Basketball-Bundesliga            |
| 2000–2003 | s.Oliver Basketball-Bundesliga   |
| 2003–2009 | Basketball-Bundesliga            |
| 2009–2016 | Beko Basketball-Bundesliga       |
| 2016–     | easyCredit Basketball-Bundesliga |

Bis zur Saison 1997/98 wurde die Bundesliga direkt vom Deutschen Basketball Bund (DBB) ausgerichtet, bevor die 1996 gegründete Basketball Bundesliga GmbH die Ausrichtung übernahm. Dabei halten die Vereine 74 % und der DBB 26 % an der Gesellschaft. 2011 entwickelten Liga und Vereine zusammen ein Leitbild, in dem die Ziele für die weitere Entwicklung der Liga festgelegt wurden. Demnach sollte die Liga professioneller und attraktiver werden und bis zum Jahr 2020 die beste Liga Europas sein.
Seit 1992 traten immer wieder Unternehmen als Namenssponsoren der Liga auf. Den Beginn machte die Brauerei Veltins, die der Liga ab 1992 ihren Namen gab, den Vertrag im September 1996 aber fristlos kündigte, da es für das Unternehmen erwiesen war, dass einzelne Vereine gegen die Konkurrenzklausel verstoßen hatten. Zwischen 2000 und 2003 firmierte die Liga als s.Oliver Basketball-Bundesliga, wonach sie für einige Jahre ohne Sponsor blieb. Erst 2009 sicherte sich Beko die Namensrechte. Seit 2016 heißt die Liga easyCredit Basketball-Bundesliga. Im September 2020 wurde bekannt gegeben, dass der ursprünglich bis 2020/21 laufende Vertrag um vier Jahre verlängert wird; somit bleibt easyCredit bis Saisonende 2023/24 Namensgeber.

Logo der BBL von 2003 bis 2009
Logo 2010 bis 2014
Logo 2014 bis 2016

## Vereine

### Bisherige Vereine der Basketball-Bundesliga
Insgesamt 82 Vereine (Stand: Saison 2022/23) spielten bisher, teils unter verschiedenen Namen, in der Basketball-Bundesliga. Eine vollständige Liste findet sich im Artikel Liste der deutschen Basketballmannschaften. Momentan stellt Brose Bamberg mit insgesamt 48 Spielzeiten im Oberhaus das dienstälteste Team der Liga, wohingegen die Rostock Seawolves (Aufstieg zur Saison 2022/23) den jüngste Neuzugang der Liga darstellen. Die einzigen Vereine, die auch bereits Gründungsmitglieder der Bundesliga in der Saison 1966/67 waren und derzeit in der BBL spielen, sind der FC Bayern München, die MLP Academics Heidelberg und die EWE Baskets Oldenburg.
Viele der Bundesligavereine stammen aus Universitätsstädten, die oft über keine hochklassigen Mannschaften in anderen Sportarten verfügen oder in der Nähe von amerikanischen Militärstützpunkten lagen, wie z. B. Bamberg, Gießen oder Würzburg. Aus diesem Grund stammte ein großer Teil der Bundesligisten aus kleineren Städten; der TV Kirchheimbolanden stammt mit Kirchheimbolanden, einem Kurort in der Nähe von Kaiserslautern mit knapp 8000 Einwohnern, aus der bisher kleinsten Gemeinde. Im Gegensatz dazu stehen Vereine aus Großstädten wie Alba Berlin, die Skyliners Frankfurt oder die Basketballabteilung des FC Bayern München. Zu den größten Städten, die bisher keine Bundesligamannschaft stellten, gehören Leipzig, Bremen und Dresden. Düsseldorf stellte mit fünf voneinander unabhängigen Mannschaften bisher die meisten Bundesligisten, danach folgen Hamburg und München mit je vier.
Zur Saison 2022/23 konzentrieren sich die meisten Bundesligavereine auf Mitteldeutschland und Franken sowie Süddeutschland. Mit den Niners Chemnitz, den Rostock Seawolves und dem Mitteldeutschen BC spielen drei Vereine aus dem Gebiet der ehemaligen DDR in der Bundesliga (nur die Wölfe aus Weißenfels bzw. ihr Vorgängerclub SSV Einheit Weißenfels haben jedoch in der DDR-Oberliga gespielt, während die Vereinsgründungen in Rostock und Chemnitz in den Neunzigern lag). Gleichzeitig stammt in dieser Saison mit den Telekom Baskets aus Bonn nur ein einziger Verein aus Nordrhein-Westfalen.
Aus drei Bundesländern kam bisher kein Bundesligist: Brandenburg, Saarland und Schleswig-Holstein.

### Vereine der Bundesliga-Saison 2024/25
| Verein                        | Stadt             | Bundesland             | seit | Halle                 | Plätze | Ewige Tabelle Stand: Saisonbeginn |
| ----------------------------- | ----------------- | ---------------------- | ---- | --------------------- | ------ | --------------------------------- |
| Bamberg Baskets               | Bamberg           | Bayern                 | 1984 | Brose Arena           | 06.150 | 2                                 |
| Alba Berlin                   | Berlin            | Berlin                 | 1981 | Uber Arena            | 14.500 | 1                                 |
| Telekom Baskets Bonn          | Bonn              | Nordrhein-Westfalen    | 1995 | Telekom Dome          | 06.000 | 5                                 |
| Basketball Löwen Braunschweig | Braunschweig      | Niedersachsen          | 1991 | Volkswagen Halle      | 03.603 | 13                                |
| Niners Chemnitz               | Chemnitz          | Sachsen                | 2020 | Chemnitz Arena        | 05.200 | 30                                |
| Skyliners Frankfurt           | Frankfurt am Main | Hessen                 | 2024 | Süwag Energie Arena   | 05.002 | 12                                |
| BG Göttingen                  | Göttingen         | Niedersachsen          | 2014 | Sparkassen-Arena      | 03.447 | 20                                |
| Hamburg Towers                | Hamburg           | Hamburg                | 2019 | Inselpark Arena       | 03.400 | 32                                |
| MLP Academics Heidelberg      | Heidelberg        | Baden-Württemberg      | 2021 | SNP Dome              | 05.000 | 16                                |
| MHP Riesen Ludwigsburg        | Ludwigsburg       | Baden-Württemberg      | 2002 | MHPArena              | 04.200 | 7                                 |
| FC Bayern München             | München           | Bayern                 | 2011 | BMW Park              | 06.700 | 10                                |
| EWE Baskets Oldenburg         | Oldenburg         | Niedersachsen          | 2000 | EWE Arena             | 06.000 | 8                                 |
| Rostock Seawolves             | Rostock           | Mecklenburg-Vorpommern | 2022 | Stadthalle Rostock    | 04.550 | 51                                |
| ratiopharm ulm                | Neu-Ulm           | Bayern                 | 2006 | ratiopharm Arena      | 06.200 | 6                                 |
| Rasta Vechta                  | Vechta            | Niedersachsen          | 2023 | Rasta-Dome            | 03.140 | 31                                |
| SYNTAINICS MBC                | Weißenfels        | Sachsen-Anhalt         | 2017 | Stadthalle Weißenfels | 03.000 | 23                                |
| Würzburg Baskets              | Würzburg          | Bayern                 | 2015 | tectake Arena         | 03.140 | 17                                |

## Titel und Ehrungen

### Bundesliga-Meister

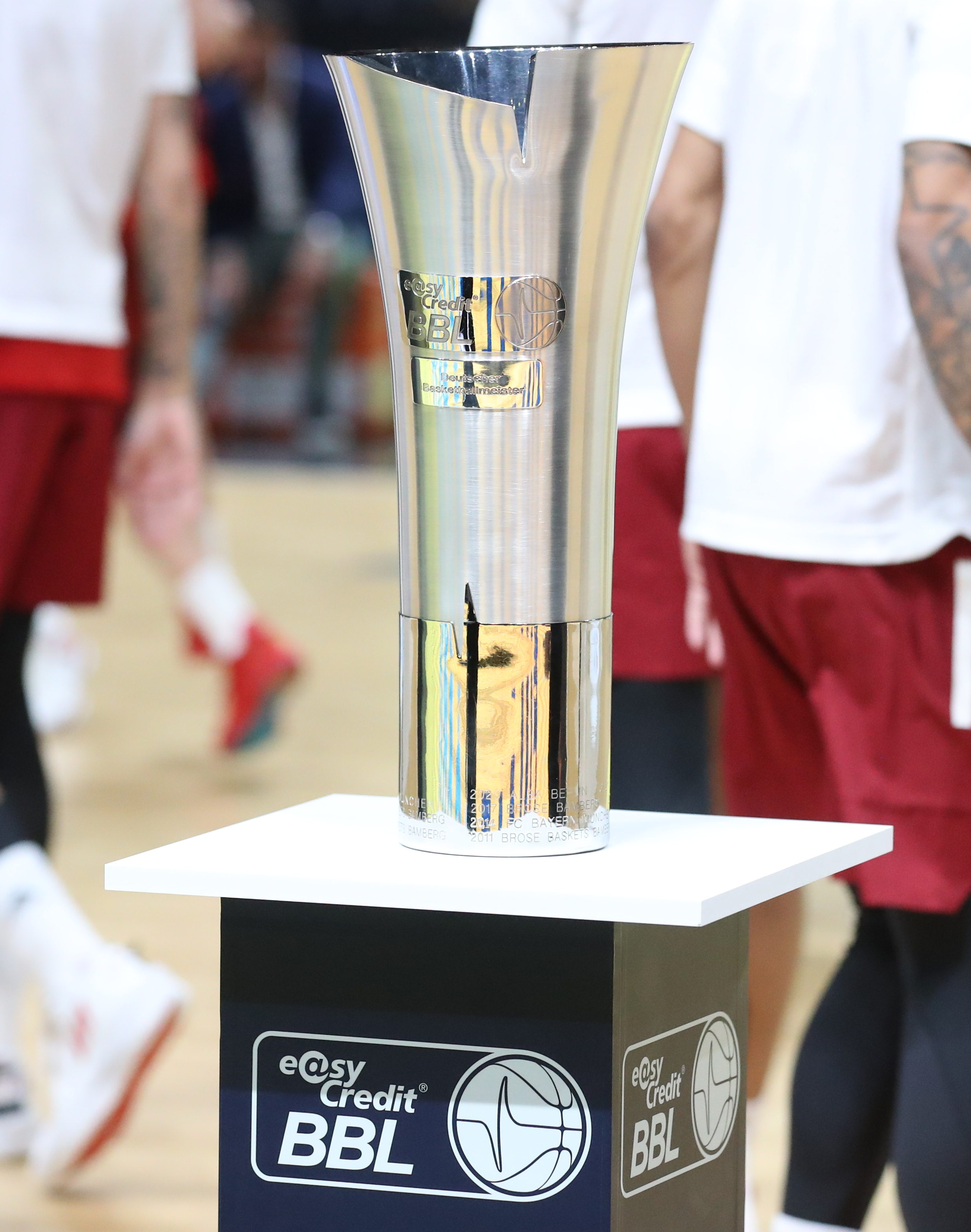
Meisterpokal

Der Deutsche Meister wird seit der Saison 1966/67 durch die Basketball-Bundesliga ermittelt. In den bisher 55 Spielzeiten der Bundesliga errangen insgesamt 14 verschiedene Vereine den Meistertitel. Rekordmeister und am erfolgreichsten mit 14 Titeln ist die Mannschaft der Bayer Giants Leverkusen, die von 1990 bis 1996 sieben Titel in Folge gewannen. Dies gelang sonst nur Alba Berlin, das von 1997 bis 2003 ebenfalls siebenmal erfolgreich war. Ein Verein darf für gewonnene Bundesliga-Meisterschaften (nicht jedoch für Pokalsiege, Meisterschaften vor Einführung der BBL oder DDR-Meisterschaften) Meistersterne auf der Vorderseite des Trikots tragen (eine bis drei Meisterschaften: ein Stern; vier bis sechs Meisterschaften: zwei Sterne; sieben bis neun Meisterschaften: drei Sterne; zehn bis zwölf Meisterschaften: vier Sterne; ab 13 Meisterschaften: fünf Sterne).
| Rang | Verein                  | Titel | Jahr                                                                               | Meistertitel u. a. als                     |
| ---- | ----------------------- | ----- | ---------------------------------------------------------------------------------- | ------------------------------------------ |
| 1    | Bayer Giants Leverkusen | 14    | 1970, 1971, 1972, 1976, 1979, 1985, 1986, 1990, 1991, 1992, 1993, 1994, 1995, 1996 | TuS 04 Leverkusen, TSV Bayer 04 Leverkusen |
| 2    | Alba Berlin             | 11    | 1997, 1998, 1999, 2000, 2001, 2002, 2003, 2008, 2020, 2021, 2022                   | –                                          |
| 3    | Brose Bamberg           | 9     | 2005, 2007, 2010, 2011, 2012, 2013, 2015, 2016, 2017                               | GHP Bamberg, Brose Baskets                 |
| 4    | FC Bayern München       | 5     | 2014, 2018, 2019, 2024, 2025                                                       | –                                          |
| 5    | Gießen 46ers            | 4     | 1967, 1968, 1975, 1978                                                             | MTV 1846 Gießen                            |
|      | BSC Saturn Köln         | 4     | 1981, 1982, 1987, 1988                                                             | –                                          |
| 7    | ASC 1846 Göttingen      | 3     | 1980, 1983, 1984                                                                   | SSC Göttingen                              |
| 8    | USC Heidelberg          | 2     | 1973, 1977                                                                         | –                                          |
| 9    | VfL Osnabrück           | 1     | 1969                                                                               | –                                          |
|      | Brandt Hagen            | 1     | 1974                                                                               | SSV Hagen                                  |
|      | BBC Bayreuth            | 1     | 1989                                                                               | Steiner Bayreuth                           |
|      | Skyliners Frankfurt     | 1     | 2004                                                                               | Opel Skyliners Frankfurt                   |
|      | Köln 99ers              | 1     | 2006                                                                               | RheinEnergie Köln                          |
|      | EWE Baskets Oldenburg   | 1     | 2009                                                                               | –                                          |
|      | Ratiopharm Ulm          | 1     | 2023                                                                               | –                                          |

#### Anzahl Meisterschaften nach Bundesländern
Stand: Saisonende 2025
| Platz | Land                | Gesamtzahl | Anzahl Teams | Letzter Titel |
| ----- | ------------------- | ---------- | ------------ | ------------- |
| 1.    | Nordrhein-Westfalen | 20         | 4            | 2006          |
| 2.    | Bayern              | 15         | 3            | 2025          |
| 3.    | Berlin              | 11         | 1            | 2022          |
| 4.    | Niedersachsen       | 5          | 3            | 2009          |
| 5.    | Hessen              | 5          | 2            | 2004          |
| 6.    | Baden-Württemberg   | 3          | 2            | 2023          |

### Pokalsieger
Ebenfalls seit 1967 wird der Deutsche Pokalsieger ermittelt. Dies geschah von 1967 bis 2010 im DBB-Pokal, an dem die Vereine der ersten und zweiten Bundesliga sowie Mannschaften, die sich über die Pokalwettbewerbe der Landesverbände qualifizieren konnten, teilnahmen. 2010 wurde der DBB-Pokal das letzte Mal, bereits ohne Beteiligung der Erstligavereine, ausgetragen und durch einen Ligapokal, den BBL-Pokal ersetzt, an dem keine unterklassigen Mannschaften mehr teilnehmen. Dessen erste Austragung fand ebenfalls 2010 statt, weswegen es in diesem Jahr zwei Deutsche Pokalsieger gab. Den Abschluss des Pokalwettbewerbes stellt das Top Four dar, das seit 1993 ausgetragen wird. Der Sieger dieses Turniers wird Pokalsieger. Gegen Ende der Saison 2017/18 gab man eine Reform des Pokalmodus zur Saison 2018/19 bekannt. Das Top Four wurde abgeschafft und stattdessen treten die 16 Mannschaften, die bereits in der Vorsaison in der BBL gespielt haben, in einem K.-o.-System gegeneinander an.
Insgesamt 18 verschiedene Vereine konnten bisher einen Pokalsieg erringen.
| Rang | Verein                  | Titel | Jahr                                                             | Pokalsiege u. a. als                                      |
| ---- | ----------------------- | ----- | ---------------------------------------------------------------- | --------------------------------------------------------- |
| 1    | Alba Berlin             | 11    | 1997, 1999, 2002, 2003, 2006, 2009, 2013, 2014, 2016, 2020, 2022 | -                                                         |
| 2    | Bayer Giants Leverkusen | 10    | 1970, 1971, 1974, 1976, 1986, 1987, 1990, 1991, 1993, 1995       | TuS 04 Leverkusen, TSV Bayer 04 Leverkusen                |
| 3    | Bamberg Baskets         | 6     | 1992, 2010, 2011, 2012, 2017, 2019                               | TTL Basketball Bamberg, Brose Baskets                     |
| 4    | FC Bayern München       | 5     | 1968, 2018, 2021, 2023, 2024                                     | -                                                         |
| 5    | Gießen 46ers            | 3     | 1969, 1973, 1979                                                 | MTV Gießen                                                |
|      | BSC Saturn Köln         | 3     | 1980, 1981, 1983                                                 | -                                                         |
|      | Köln 99ers              | 3     | 2004, 2005, 2007                                                 | RheinEnergie Köln                                         |
|      | medi bayreuth           | 3     | 1988, 1989, 2010                                                 | BG Steiner-Optik Bayreuth, Steiner Bayreuth, BBC Bayreuth |
| 9    | USC Heidelberg          | 2     | 1977, 1978                                                       | -                                                         |
|      | Herzöge Wolfenbüttel    | 2     | 1972, 1982                                                       | MTV Wolfenbüttel                                          |
|      | ASC 1846 Göttingen      | 2     | 1984, 1985                                                       | -                                                         |
|      | Brandt Hagen            | 2     | 1975, 1994                                                       | SSV Hagen                                                 |
|      | TBB Trier               | 2     | 1998, 2001                                                       | TVG Basketball Trier, Herzogtel Trier                     |
| 14   | VfL Osnabrück           | 1     | 1967                                                             | -                                                         |
|      | ratiopharm ulm          | 1     | 1996                                                             | SSV ratiopharm Ulm                                        |
|      | Skyliners Frankfurt     | 1     | 2000                                                             | -                                                         |
|      | Artland Dragons         | 1     | 2008                                                             | -                                                         |
|      | EWE Baskets Oldenburg   | 1     | 2015                                                             | -                                                         |
|      | MBC Syntainics          | 1     | 2025                                                             | -                                                         |

### Champions Cup
Zwischen 2006 und 2015 wurde vor Saisonbeginn der sogenannte Champions Cup ausgetragen. Dabei spielte der amtierende Meister gegen den Pokalsieger. Seit der Saison 2016/17 ruhte der Wettbewerb aufgrund des engen Terminplans der Bundesligisten, und wurde 2017 offiziell abgeschafft.
| Rang | Verein                | Titel | Jahr                         | Pokalsiege u. a. als |
| ---- | --------------------- | ----- | ---------------------------- | -------------------- |
| 1    | Bamberg Baskets       | 5     | 2007, 2010, 2011, 2012, 2015 | Brose Baskets        |
| 2    | Alba Berlin           | 3     | 2008, 2013, 2014             | -                    |
| 3    | Köln 99ers            | 1     | 2006                         | RheinEnergie Köln    |
|      | EWE Baskets Oldenburg | 1     | 2009                         | -                    |

### Individuelle Ehrungen
Die Basketball-Bundesliga vergibt nach jeder Saison eine Reihe von Auszeichnungen an einzelne Spieler. Seit der Saison 1993/94 wird ein Spieler des Jahres (auch Most Valuable Player (MVP), engl. für wertvollster Spieler) geehrt. Von 1987 bis 1993 wurde die Auszeichnung Deutscher Basketballer des Jahres vergeben, die sich allerdings nicht nur auf Spieler des BBL beschränkte. Beim seit 1987 am BBL All-Star Day stattfindenden BBL All-Star Game wird seit 1996 der beste Spieler als All-Star Game MVP ausgezeichnet. Neben der dritten MVP-Ehrung des Finals MVPs, die seit der Saison 2004/05 vergeben wird, gibt es eine Reihe weiterer individueller Ehrungen. Seit der Spielzeit 2004/05 wird zudem ein All-First-/All-Second-Team mit den jeweils zwei besten Spielern der Liga auf den fünf Spielpositionen zusammengestellt.
Die Wahl für diese Auszeichnungen wird durch ein Expertengremium mittels eines Punktesystems vorgenommen. Das Expertengremium besteht aus den 18 Head Coaches und Mannschaftskapitänen der Bundesliga-Klubs sowie ausgewählten Medienvertretern aus ganz Deutschland (derzeit circa 30 Sportjournalisten). Über die gesamte Saison wird dabei nach jedem Spieltag gewertet. Am Ende der Saison hat derjenige Spieler die Auszeichnung gewonnen, der mit den meisten Punkten bewertet wurde. Dabei werden derzeit insgesamt acht Auszeichnungen verliehen, drei MVP-Ehrungen sowie fünf weitere Auszeichnungen.
1. Spieler des Jahres: MVP der regulären Saison
2. Finals MVP: MVP der Finalserie
3. All-Star Game MVP: MVP des All-Star Games
4. Bester deutscher Nachwuchsspieler (unter 22 Jahren)
5. Most Likeable Player: Beliebtester Spieler der Saison (Pascal Roller Award)
6. Trainer des Jahres
7. Bester Offensivspieler der Saison
8. Bester Verteidiger der Saison

Ehemalige Auszeichnungen:
1. Most Improved Player: Am meisten verbesserter Spieler der Saison (Bis zur Saison 2014/15)

## Umfeld

### Berichterstattung
Im Vergleich zum Fußball nimmt die Basketball-Bundesliga nur eine untergeordnete Rolle in der medialen Rezeption dar. Mit der Basket und der Five, die hauptsächlich über die NBA berichten, und der BIG, die hauptsächlich über den Basketball in Deutschland schreibt, gibt es zwei Sportzeitschriften, die über die Basketball-Bundesliga berichten.
1992 übertrug Sportkanal erstmals 25 Spiele live. Trotz des Sieges der Basketballnationalmannschaft bei der Basketball-Europameisterschaft 1993 wuchs das mediale Interesse an der Liga Mitte der Neunziger jedoch zunächst nicht. Erst gegen Ende des Jahrzehnts wurden Ligaspiele wieder im Fernsehen ausgestrahlt, diesmal im Free-TV auf DSF (bis zur Saison 2003/04). Bis 2003 war die Basketball-Bundesliga außerdem Bestandteil von ran – Sat.1 Basketball auf Sat.1. Anschließend übertrug der Pay-TV-Sender Premiere ab der Saison 2004/05, seit 2007 lief die Liga auf sportdigital. Mit Beginn der Spielzeit 2009/10 war Sport1 (vor 2010: DSF) erneut TV-Partner der Basketball-Bundesliga. Der Vertrag wurde im August 2012 um zwei Jahre verlängert und sah vor, dass Sport1 mindestens 50 Spiele produziere, wovon mindestens 40 live im frei empfangbaren Fernsehen ausgestrahlt werden sollten. Neben Spielen der Hauptrunde beinhaltete der Vertrag auch ausgewählte Spiele der Play-off-Runden, alle Finalspiele, sowie das Top Four, das jährliche Allstar-Game und den Champions Cup. Sendeplatz eines Livespiels war in der Regel Samstagabend. Diese Spiele wurden zudem auf der Website von Sport1 gestreamt und wurden beim Pay-TV-Ableger Sport1+ live oder zeitversetzt übertragen. Zusätzlich konnte mit kabel eins ein neuer Partner für die Saison 2012/13 gewonnen werden, der sonntags bis zu zehn Spiele live im Free-TV, und auch auf den Onlineplattformen von MyVideo und ran, übertrug. Der Fokus lag vor allem auf den Spielen des FC Bayern München. In der Saison 2013/14 wurden außerdem einige ausgewählte Spiele im Radio auf Sport1.FM ausgestrahlt.
| Saison  | Gesamtzuschauerzahl | Quelle |
| ------- | ------------------- | ------ |
| 2015/16 | 4,1 Mio.            | [ 58 ] |
| 2016/17 | 6,0 Mio.            | [ 58 ] |
| 2017/18 | 7,5 Mio.            | [ 59 ] |
| 2018/19 | 8,0 Mio.            | [ 60 ] |

Im Juni 2014 wurde bekannt, dass die Deutsche Telekom die nationalen und internationalen Übertragungsrechte ab der Spielzeit 2014/15 bis einschließlich der Spielzeit 2017/18 erworben hatte. Das Angebot heißt Magenta Sport und stellt alle Ligaspiele, Play-off-Begegnungen sowie das Top Four, den Allstar Day, den Champions Cup und die Pokal-Qualifikation live in HD und als Video-on-Demand zur Verfügung. Die Spiele sind über Telekom Entertain sowie am PC und per App auf Smartphones und Tablets abrufbar. Für Telekom-Kunden ist der Dienst „kostenfrei“, für Nicht-Telekom-Kunden gibt es Monats- und Season-Pässe. Free-TV-Partner der Deutschen Telekom war der Sender Sport1, der 34 Spiele der Hauptrunde und 14 Begegnungen der Play-offs zeigte. Des Weiteren konnten ARD und ZDF als Free-TV-Partner gewonnen werden. Beide Fernsehsender zeigten Spielberichte aus der Liga und das BBL-Pokal-Finale live. Gegen Ende der Saison 2017/18 einigte man sich auf eine Fortführung der Kooperation zwischen Telekom und BBL bis einschließlich der Saison 2022/23. Die Telekom erhielt außerdem die Bildrechte für den neuen Pokalmodus.
Ab der Saison 2023/24 wird der Streamingdienst Dyn Media Medienpartner der Basketball-Bundesliga. Die Zusammenarbeit läuft über sechs Jahre und beinhaltet auch die Übertragung des Pokals.
Übertragungen der Basketball-Bundesliga im Free-TV erzielen oft nur unterdurchschnittliche Einschaltquoten. Mit knapp einer Million Zuschauern pro Sendung erreichte ran – Sat.1 Basketball 2002 weniger als die vergleichbaren Sendungen zur Fußball-Bundesliga. Zwischen 2009 und 2012 verfolgten im Schnitt um die 100.000 Zuschauer die Übertragungen auf Sport1, die Finalserien schauten bis zu 600.000. Auch in den folgenden Jahren lagen die Zuschauerzahlen im Schnitt nicht wesentlich höher als zwischen 80.000 und ca. 200.000. Auf Telekom Sport verfolgten knapp 16.000 Zuschauer ein Spiel der Saison 2016/17, knapp unter dem Zuschauerschnitt der Deutschen Eishockey Liga, bei insgesamt 160.000 Abonnenten des Dienstes. Zur Saison 2018/19 erreichten die Gesamtzuschauerzahlen des Diensts die bisherige Bestmarke von knapp 8 Millionen Zuschauern. Hierbei ist zu beachten, dass auch Spiele der EuroLeague, des EuroCups und der Basketballnationalmannschaft hinzugezählt werden.

### Zuschauerzahlen

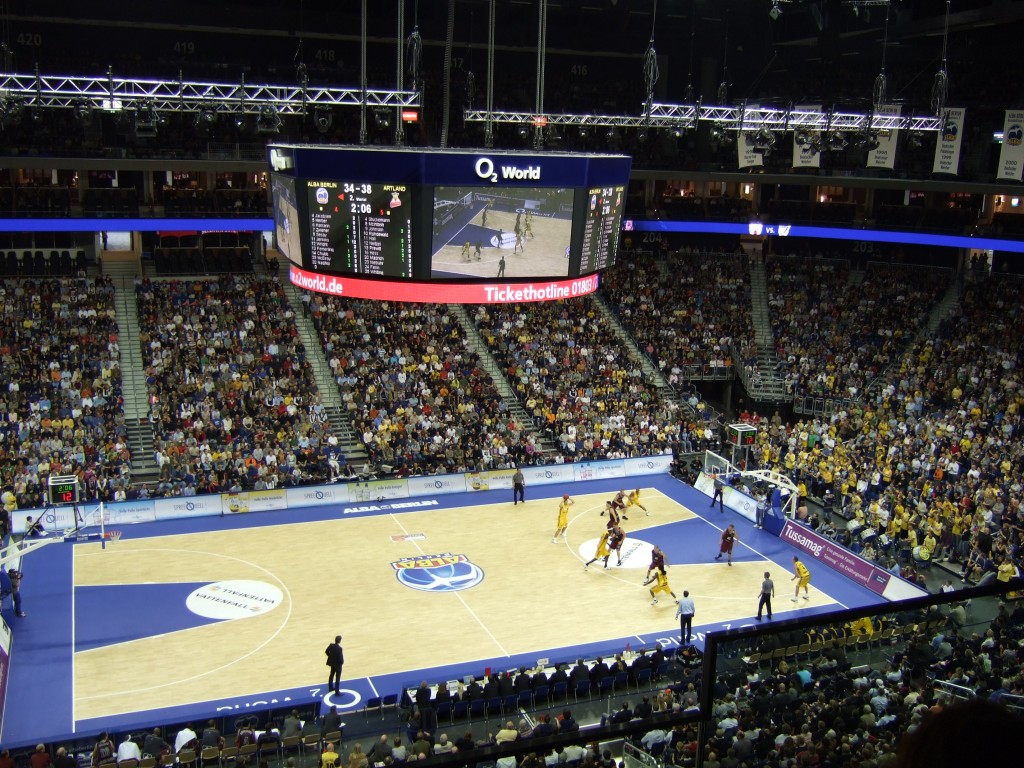
Alba Berlin verzeichnete den höchsten Zuschauerschnitt aller deutschen und europäischen Basketballteams in der Spielzeit 2011/12.

|             | Hauptrunde | Hauptrunde | Hauptrunde | Hauptrunde  | Hauptrunde    | Hauptrunde | Saison (Hauptrunde und Play-offs) | Saison (Hauptrunde und Play-offs) | Saison (Hauptrunde und Play-offs) |
| Saison      | Insgesamt  | Spiele     | ⌀          | Entwicklung | Kapazität (⌀) | Auslastung | Insgesamt                         | Spiele                            | ⌀                                 |
| ----------- | ---------- | ---------- | ---------- | ----------- | ------------- | ---------- | --------------------------------- | --------------------------------- | --------------------------------- |
| 2004/05     | –          | 240        | –          | –           | –             | –          | 919.125                           | 270                               | 3.404                             |
| 2005/06     | –          | 240        | –          | –           | 4.238         | 84,5 %     | 977.046                           | 270                               | 3.619                             |
| 2006/07     | –          | 306        | –          | –           | 4.617         | 74,8 %     | 1.160.931                         | 336                               | 3.455                             |
| 2007/08     | –          | 306        | –          | –           | 4.254         | 84,1 %     | 1.198.325                         | 335                               | 3.577                             |
| 2008/09     | –          | 306        | –          | –           | 4.725         | 82,0 %     | 1.294.045                         | 335                               | 3.874                             |
| 2009/10     | –          | 306        | –          | –           | 4.792         | 81,1 %     | 1.302.350                         | 335                               | 3.888                             |
| 2010/11     | –          | 306        | 3.813      | –           | 4.892         | 82,8 %     | 1.365.058                         | 337                               | 4.051                             |
| 2011/12     | 1.322.605  | 306        | 4.322      | +13,4 %     | 5.173         | 85,5 %     | 1.463.802                         | 331                               | 4.422                             |
| 2012/13     | 1.312.909  | 306        | 4.291      | −00,7 %     | 5.353         | 86,1 %     | 1.481.324                         | 334                               | 4.435                             |
| 2013/14     | 1.375.179  | 306        | 4.494      | +00,7 %     | 5.275         | 89,2 %     | 1.575.581                         | 337                               | 4.675                             |
| 2014/15     | 1.355.923  | 306        | 4.431      | −00,4 %     | 5.279         | 88,2 %     | 1.554.835                         | 334                               | 4.655                             |
| 2015/16     | 1.348.842  | 306        | 4.408      | −00,5 %     | 5.185         | 87,1 %     | 1.494.995                         | 331                               | 4.517                             |
| 2016/17     | 1.251.862  | 283        | 4.424      | +00,4 %     | 5.148         | 88,8 %     | 1.422.569                         | 311                               | 4.574                             |
| 2017/18     | 1.286.859  | 306        | 4.205      | −00,0 %     | 4.949         | 89,0 %     | 1.470.818                         | 334                               | 4.404                             |
| 2018/19     | 1.281.826  | 306        | 4.189      | −00,4 %     | 4.906         | 85,4 %     | 1.422.087                         | 328                               | 4.336                             |
| 2019/20     | 730.787    | 174        | 4.200      | +00,3 %     | 4.694         | 89,5 %     | 730.787                           | 174                               | 4.200                             |
| 2020/21     | 0          | 306        |            |             | 4.962         |            |                                   |                                   |                                   |
| 2021/22     | 624.747    | 305        | 2.048      |             | 5.065         | 41 %       | 764.286                           | 329                               | 2.323                             |
| 2022/23     | 1.263.958  | 306        | 4.131      |             | 5.064         | 82 %       | 1.403.595                         | 329                               | 4.266                             |
| 2023/24     | 1.350.803  | 306        | 4.414      |             | 4.985         | 90 %       | 1.510.693                         | 333                               |                                   |
| 2024/25     |            |            |            |             |               |            |                                   |                                   |                                   |
| 1. 2. 3. 4. |            |            |            |             |               |            |                                   |                                   |                                   |

## Rekorde

### Spieler
Seit Beginn der Saison 1975/76 wurden die erzielten Punkte der Spieler im ehemaligen Zentralorgan des DBB, der Basketball-Zeitung, festgehalten. Seit der Saison 1998/99 werden auch die weiteren statistischen Werte digital erfasst und gesammelt. Die angegebenen Zeiträume beziehen sich auf die Zeit, die die Spieler in der BBL gespielt haben oder noch spielen. Fett hervorgehobene Spieler sind noch aktiv.
| Rang                              | Spieler            | Zeitraum                        | Verein(e)                                                                                    | Spiele    |
| --------------------------------- | ------------------ | ------------------------------- | -------------------------------------------------------------------------------------------- | --------- |
| 01                                | Karsten Tadda      | seit 2007                       | Brose Bamberg, Gießen 46ers, Ratiopharm Ulm, Baskets Oldenburg, Baskets Bonn                 | 640       |
| 02                                | Alex King          | 2002–2022                       | Skyliners Frankfurt, Telekom Baskets Bonn, s.Oliver Würzburg, Alba Berlin, FC Bayern München | 638       |
| 03                                | Rickey Paulding    | 2007–2022                       | EWE Baskets Oldenburg                                                                        | 584       |
| 04                                | Philipp Schwethelm | 2005–2021                       | Köln 99ers, Eisbären Bremerhaven, FC Bayern München, Ratiopharm Ulm, EWE Baskets Oldenburg   | 516       |
| 05                                | Immanuel McElroy   | 2004–2015, 2016–2019            | Köln 99ers, Alba Berlin, Basketball Löwen Braunschweig, Science City Jena                    | 512       |
| 06                                | Bernd Kruel        | 1993–2014                       | Brandt Hagen, Skyliners Frankfurt, Telekom Baskets Bonn, Phoenix Hagen                       | 506 (568) |
| 07                                | Per Günther        | 2008–2022                       | Ratiopharm Ulm                                                                               | 500       |
| 8                                 | John Bryant        | 2010–2016, seit 2017            | Ratiopharm Ulm, FC Bayern München, Gießen 46ers, Mitteldeutscher BC                          | 487       |
| 09                                | Chris Ensminger    | 1999–2013                       | Mitteldeutscher Basketball Club, Brose Baskets, Paderborn Baskets, Telekom Baskets Bonn      | 485       |
| 010                               | Steffen Hamann     | 1999–2006, 2007–2010, 2011–2014 | Brose Bamberg, Alba Berlin, FC Bayern München                                                | 482       |
| Stand: Hauptrundenende 2024/25 1. |                    |                                 |                                                                                              |           |

Zusätzlich haben folgende Spieler (teils) vor 1998 mindestens 480 Bundesligaeinsätze absolviert:
- Henrik Rödl (Alba Berlin) – 512 Spiele[80]
- Teoman Öztürk (Alba Berlin) – 489 Spiele[80]

| Rang                      | Spieler          | Zeitraum                        | Verein(e) | Punkte |
| ------------------------- | ---------------- | ------------------------------- | --- | ------ |
| 01                        | / Mike Jackel    | 1982–1999                       | MTV Wolfenbüttel, ASC 1846 Göttingen, BSC Saturn Köln, DTV Charlottenburg, TTL Bamberg, SG Braunschweig                                             | 10.783 |
| 02                        | Rickey Paulding  | 2007–2022                       | EWE Baskets Oldenburg | 7.959  |
| 03                        | Jarvis Walker    | 1990–2001                       | Ratiopharm Ulm | 6.582  |
| 04                        | Michael Koch     | 1983–1996, 2003/04              | MTV Gießen, Steiner Bayreuth, TSV Bayer 04 Leverkusen, Dragons Rhöndorf                                                                             | 6.404  |
| 05                        | Carl Brown       | 1993–2006                       | TBB Trier, Bayer Giants Leverkusen, EWE Baskets Oldenburg                                                                                           | 6.317  |
| 06                        | Julius Jenkins   | 2006–2015, 2017–2019            | Alba Berlin, Brose Baskets Bamberg, EWE Baskets Oldenburg, Science City Jena                                                                        | 6.176  |
| 07                        | Derrick Allen    | 2004–2010, 2013–2015, 2016–2019 | BG Karlsruhe, Bayer Giants Leverkusen, Skyliners Frankfurt, Eisbären Bremerhaven, Basketball Löwen Braunschweig, SC Rasta Vechta, Science City Jena | 6.173  |
| 08                        | Henning Harnisch | 1985–1998                       | MTV Gießen, TSV Bayer 04 Leverkusen, Alba Berlin | 6.152  |
| 09                        | Derrick Taylor   | 1991–1996, 1997–1999, 2000–2005 | Steiner Bayreuth, Opel Skyliners Frankfurt, TSK/GHP Bamberg                                                                                         | 5.906  |
| 10                        | Chris Ensminger  | 1999–2013                       | Mitteldeutscher Basketball Club, Brose Baskets, Paderborn Baskets, Telekom Baskets Bonn                                                             | 5.438  |
| Stand: Saisonende 2021/22 |                  |                                 | |        |

| Rang                      | Spieler           | Zeitraum                            | Verein(e) | Assists |
| ------------------------- | ----------------- | ----------------------------------- | --- | ------- |
| 01                        | Jared Jordan      | 2009/10, 2011–2014, 2015–2018, 2019 | Telekom Baskets Bonn, Brose Bamberg, Tigers Tübingen, Gießen 46ers                                                                      | 1.895   |
| 02                        | Dru Joyce         | 2007–2009, 2010–2016, 2017, 2018/19 | Ratiopharm Ulm, TBB Trier, EWE Baskets Oldenburg, Basketball Löwen Braunschweig, s.Oliver Baskets, FC Bayern München, Science City Jena | 1.714   |
| 03                        | Immanuel McElroy  | 2004–2015, 2016–2019                | Köln 99ers, Alba Berlin, Basketball Löwen Braunschweig, Science City Jena                                                               | 1.572   |
| 04                        | Per Günther       | 2008–2022                           | Ratiopharm Ulm | 1.556   |
| 05                        | / Anton Gavel     | 2000–2006, 2009–2018                | BG Karlsruhe, Gießen 46ers, Brose Bamberg, FC Bayern München                                                                            | 1.353   |
| 06                        | Quantez Robertson | seit 2009                           | Skyliners Frankfurt | 1.300   |
| 07                        | Steffen Hamann    | 1999–2006, 2007–2010, 2011–2014     | Brose Bamberg, Alba Berlin, FC Bayern München                                                                                           | 1.240   |
| 08                        | Pascal Roller     | 1999–2006, 2007–2011                | Skyliners Frankfurt | 1.158   |
| 09                        | Rickey Paulding   | 2007–2022                           | EWE Baskets Oldenburg | 1.125   |
| 10                        | Julius Jenkins    | 2006–2015, 2017–2019                | Alba Berlin, Brose Baskets Bamberg, EWE Baskets Oldenburg, Science City Jena                                                            | 1.113   |
| Stand: Saisonende 2021/22 |                   |                                     | |         |

| Rang                      | Spieler            | Zeitraum                        | Verein(e) | Rebounds |
| ------------------------- | ------------------ | ------------------------------- | --- | -------- |
| 01                        | Chris Ensminger    | 1999–2013                       | Mitteldeutscher Basketball Club, Brose Baskets, Paderborn Baskets, Telekom Baskets Bonn                                                             | 4.093    |
| 02                        | John Bryant        | 2010–2016, seit 2017            | Ratiopharm Ulm, FC Bayern München, Gießen 46ers, Mitteldeutscher BC                                                                                 | 3.173    |
| 03                        | Derrick Allen      | 2004–2010, 2013–2015, 2016–2019 | BG Karlsruhe, Bayer Giants Leverkusen, Skyliners Frankfurt, Eisbären Bremerhaven, Basketball Löwen Braunschweig, SC Rasta Vechta, Science City Jena | 2.574    |
| 04                        | Immanuel McElroy   | 2004–2015, 2016–2019            | Köln 99ers, Alba Berlin, Basketball Löwen Braunschweig, Science City Jena                                                                           | 2.245    |
| 05                        | Quantez Robertson  | seit 2009                       | Skyliners Frankfurt | 2.141    |
| 06                        | Rickey Paulding    | 2007–2022                       | EWE Baskets Oldenburg | 1.957    |
| 07                        | Bernd Kruel        | 1993–2014                       | Brandt Hagen, Skyliners Frankfurt, Telekom Baskets Bonn, Phoenix Hagen                                                                              | 1.941    |
| 08                        | Aleksandar Nađfeji | 2001–2016                       | Telekom Baskets Bonn, Köln 99ers, Alba Berlin, Tigers Tübingen, FC Bayern München                                                                   | 1.866    |
| 09                        | Adam Chubb         | 2005–2010, 2011–2016            | Gießen 46ers, Eisbären Bremerhaven, Artland Dragons, Alba Berlin, EWE Baskets Oldenburg, Crailsheim Merlins                                         | 1.801    |
| 10                        | Darren Fenn        | 2005–2012, 2014/15              | Eisbären Bremerhaven, Brose Baskets, Artland Dragons, s.Oliver Würzburg                                                                             | 1.683    |
| Stand: Saisonende 2021/22 |                    |                                 | |          |

| Rang                      | Spieler           | Zeitraum                        | Verein(e)                                                                                     | Steals |
| ------------------------- | ----------------- | ------------------------------- | --------------------------------------------------------------------------------------------- | ------ |
| 01                        | Quantez Robertson | seit 2009                       | Skyliners Frankfurt                                                                           | 702    |
| 02                        | Rickey Paulding   | 2007–2022                       | EWE Baskets Oldenburg                                                                         | 539    |
| 03                        | Tyron McCoy       | 1998–2008                       | MTV Gießen, TV 1860 Lich, Skyliners Frankfurt, EWE Baskets Oldenburg, Bayer Giants Leverkusen | 506    |
| 04                        | Immanuel McElroy  | 2004–2015, 2016–2019            | Köln 99ers, Alba Berlin, Basketball Löwen Braunschweig, Science City Jena                     | 495    |
| 05                        | / Anton Gavel     | 2000–2006, 2009–2018            | BG Karlsruhe, Gießen 46ers, Brose Bamberg, FC Bayern München                                  | 462    |
| 06                        | Steffen Hamann    | 1999–2006, 2007–2010, 2011–2014 | Brose Bamberg, Alba Berlin, FC Bayern München                                                 | 453    |
| 07                        | Julius Jenkins    | 2006–2015, 2017–2019            | Alba Berlin, Brose Baskets Bamberg, EWE Baskets Oldenburg, Science City Jena                  | 400    |
| 08                        | Chris Kramer      | 2011–2017                       | s.Oliver Würzburg, EWE Baskets Oldenburg                                                      | 398    |
| 09                        | Bernd Kruel       | 1993–2014                       | Brandt Hagen, Skyliners Frankfurt, Telekom Baskets Bonn, Phoenix Hagen                        | 367    |
| 10                        | Bryan Bailey      | 2002/03, 2009–2013, 2013–2015   | TsK X-Rays Würzburg, Artland Dragons, EWE Baskets Oldenburg, BBC Bayreuth                     | 344    |
| Stand: Saisonende 2021/22 |                   |                                 |                                                                                               |        |

| Rang                      | Spieler                    | Zeitraum                 | Verein(e)                                                                                                   | Blocks |
| ------------------------- | -------------------------- | ------------------------ | --- | ------ |
| 01                        | John Bryant                | 2010–2016, seit 2017     | Ratiopharm Ulm, FC Bayern München, Gießen 46ers, Mitteldeutscher BC                                         | 407    |
| 02                        | Daniel Theis               | 2010–2017                | New Yorker Phantoms Braunschweig, Ratiopharm Ulm, Brose Bamberg                                             | 249    |
| 03                        | Tibor Pleiß                | 2006–2012                | Köln 99ers, Brose Bamberg                                                                                   | 214    |
| 04                        | Jonas Wohlfarth-Bottermann | seit 2009                | Telekom Baskets Bonn, Alba Berlin, Ratiopharm Ulm, Skyliners Frankfurt, Riesen Ludwigsburg                  | 208    |
| 05                        | Ruben Boumtje-Boumtje      | 2006–2011                | Alba Berlin, EWE Baskets Oldenburg, Artland Dragons, FC Bayern München                                      | 204    |
| 06                        | Patrick Flomo              | 2006–2011, 2013–2016     | Telekom Baskets Bonn, MHP Riesen Ludwigsburg, Crailsheim Merlins                                            | 201    |
| 07                        | Adam Chubb                 | 2005–2010, 2011–2016     | Gießen 46ers, Eisbären Bremerhaven, Artland Dragons, Alba Berlin, EWE Baskets Oldenburg, Crailsheim Merlins | 197    |
| 08                        | Đorđe Pantelić             | 2012–2015, 2017/18, 2021 | Mitteldeutscher Basketball Club                                                                             | 195    |
| 09                        | Rickey Paulding            | 2007–2022                | EWE Baskets Oldenburg                                                                                       | 190    |
| 10                        | Sharrod Ford               | 2006/07, 2012–2014       | Alba Berlin, Brose Baskets                                                                                  | 187    |
| Stand: Saisonende 2021/22 |                            |                          | |        |

| Rang                         | Spieler         | Zeitraum                        | Verein(e) | Anzahl |
| ---------------------------- | --------------- | ------------------------------- | --- | ------ |
| 01                           | John Bryant     | 2010–2016, seit 2017            | Ratiopharm Ulm, FC Bayern München, Gießen 46ers, Mitteldeutscher BC                                                                                 | 114    |
| 02                           | Chris Ensminger | 1999–2013                       | Mitteldeutscher Basketball Club, Brose Baskets, Paderborn Baskets, Telekom Baskets Bonn                                                             | 73     |
| 03                           | Jeff Gibbs      | 2005–2010                       | Ratiopharm Ulm, Eisbären Bremerhaven | 60     |
| 04                           | Scott Eatherton | 2016–2020                       | BG Göttingen, Basketball Löwen Braunschweig | 46     |
| 05                           | Derrick Allen   | 2004–2010, 2013–2015, 2016–2019 | BG Karlsruhe, Bayer Giants Leverkusen, Skyliners Frankfurt, Eisbären Bremerhaven, Basketball Löwen Braunschweig, SC Rasta Vechta, Science City Jena | 45     |
| 06                           | Raško Katić     | 2005–2009                       | Tigers Tübingen | 38     |
| 07                           | Darren Fenn     | 2005–2012, 2014/15              | Eisbären Bremerhaven, Brose Baskets, Artland Dragons, s.Oliver Würzburg                                                                             | 37     |
| 08                           | Adam Chubb      | 2005–2010, 2011–2016            | Gießen 46ers, Eisbären Bremerhaven, Artland Dragons, Alba Berlin, EWE Baskets Oldenburg, Crailsheim Merlins                                         | 33     |
| 09                           | Jon Brockman    | 2014–2016                       | MHP Riesen Ludwigsburg | 29     |
| 10                           | Nate Fox        | 2002/03, 2005–2008, 2009/10     | Bayer Giants Leverkusen, Phantoms Braunschweig | 25     |
| Stand: Saisonende 2021/22 1. |                 |                                 | |        |

In der BBL sind Triple-doubles sehr selten. Seit 1998 haben dies nur elf Spieler geschafft. Drew Barry war der erste Spieler, dem dies am 27. Mai 2001 in der Qualifikationsrunde für die Play-offs gegen die BJC Hamburg Tigers gelang. Denis Wucherer wiederholte dieses Kunststück am 17. April 2004 im Spiel gegen die BG Iceline Karlsruhe (37 Punkte, 13 Rebounds und 10 Assists). Direkt im nachfolgenden ersten Play-off-Spiel gegen Alba Berlin gelang es ihm, erneut ein Triple-Double aufzulegen. Wucherer hielt mit zwei erzielten Trible-doubles fast 15 Jahre den Ligarekord, bis Rašid Mahalbašić am 20. April 2019 ebenfalls sein zweites Triple-double erzielte. Gegner in dem Spiel war ausgerechnet s.Oliver Würzburg, bei dem Wucherer als Trainer fungierte. Am 30. April 2019 avancierte Mahalbašić mit seinem dritten Triple-double zum alleinigen Rekordhalter in dieser Kategorie. Nur wenige Wochen später erzielte er am 21. Mai in der Play-off-Viertelfinalsserie gegen Bonn sein viertes Triple-double. 2020 trug sich Berlins Luka Sikma in die Liste ein, bevor Mahalbašić im Dezember sein fünftes Triple-double erspielte.
| Rang                      | Spieler          | Verein(e)               | Datum, Gegner, Statistik (Punkte-Rebounds-Assists) | Anzahl |
| ------------------------- | ---------------- | ----------------------- | --- | ------ |
| 01                        | Rašid Mahalbašić | EWE Baskets Oldenburg   | - am 2. Februar 2019 gegen die Basketball Löwen Braunschweig: 19-13-10 - am 20. April 2019 gegen s.Oliver Würzburg: 10-10-10. - am 30. April 2019 gegen die Gießen 46ers: 10-10-11 - am 21. Mai 2019 gegen die Telekom Baskets Bonn: 21-15-10 - am 4. Dezember 2020 gegen Niners Chemnitz: 18-11-10 | 5      |
| 02                        | Denis Wucherer   | Bayer Giants Leverkusen | - am 17. April 2004 gegen BG Iceline Karlsruhe: 37-13-10 - am 29. April 2004 gegen Alba Berlin: 19-10-12 | 2      |
| 0                         | Luke Sikma       | Alba Berlin             | - am 15. Juni 2020 gegen MHP Riesen Ludwigsburg: 15-10-10 - am 20. November 2022 gegen MHP Riesen Ludwigsburg: 11-10-10 | 2      |
| 04                        | Igor Perović     | Walter Tigers Tübingen  | am 21. April 2007 gegen EWE Baskets Oldenburg: 22-10-10 | 1      |
| 0                         | Zack Whiting     | Bayer Giants Leverkusen | am 23. April 2008 gegen die LTi Gießen 46ers: 13-10-10 | 1      |
| 0                         | Louis Campbell   | Eisbären Bremerhaven    | am 1. Mai 2010 gegen die Artland Dragons: 12-11-10 | 1      |
| 0                         | Nick Weiler-Babb | MHP Riesen Ludwigsburg  | am 5. Oktober 2019 gegen die Telekom Baskets Bonn: 10-11-12 | 1      |
|                           | John Bryant      | Gießen 46ers            | am 7. Dezember 2019 gegen s.Oliver Würzburg: 19-10-12 | 1      |
|                           | Drew Barry       | Brandt Hagen            | am 27. Mai 2001 gegen BJC Hamburg Tigers: 19-10-10 | 1      |
|                           | Trae Bell-Haynes | Crailsheim Merlins      | am 2. Mai 2021 gegen Hamburg Towers: 20-10-12 | 1      |
|                           | Michał Michalak  | EWE Baskets Oldenburg   | am 29. April 2022 gegen s.Oliver Würzburg: 15-11-10 | 1      |
| Stand: Saisonende 2022/23 |                  |                         | |        |

### Vereine und Spiele
Höchste Zahl an Bundesliga-Spielzeiten
Gießen 46ers: 52
Höchste Zahl an Titelgewinnen
Bayer Giants Leverkusen: 14
Wenigste Zahl an Niederlagen in einer Spielzeit
Bayer Giants Leverkusen: 0 (1969/70)
Höchste positive Korbdifferenz in einer Hauptrunde
Bayer Giants Leverkusen: +750 (1969/70)
Höchste negative Korbdifferenz in einer Hauptrunde
TV Kirchheimbolanden: −532 (1969/70)
Längste Siegesserien
in einer Saison: ratiopharm Ulm: 27 Spiele (2016/17)
saisonübergreifend: Alba Berlin: 32 Spiele (vom 28. April 2000 bis 7. April 2001)
Höchste Zuschauerzahl in einem Spiel
Telekom Baskets Bonn – Alba Berlin: 18.506 (Kölnarena, 7. April 2000)
Höchster Heimsieg (seit 1998)
Alba Berlin – Basket Bayreuth: 106:43 (16. Januar 1999)
Höchster Auswärtssieg (seit 1998)
Mitteldeutscher BC – Bayer Giants Leverkusen: 51:108 (7. Oktober 2001)
Spiele mit den meisten Gesamt-Punkten
HerzogTel Trier – TSV Bayer 04 Leverkusen: 128:133 (12. Dezember 1999)
Spiele mit den wenigsten Gesamt-Punkten
Brose Baskets – RheinEnergie Köln: 50:33 (25. März 2007)